# Carina Moberg-Eyre
Carina Moberg-Eyre, född 22 juni 1954 i Kristinehamn, är en svensk målare.

## Biografi
Moberg-Eyre studerade vid Kyrkeruds estetiska folkhögskola och vid Konstfackskolan i Stockholm 1978–1982 samt skulptur på metallverkstan vid Konstakademien 1996. Hennes konst består av collage, måleri, textil och metall.
Hon har medverkat i samlingsutställningarna Liljevalchs vårsalong, Höstsalongen på Värmlands museum, Skandinavia today i Japan samt vandringsutställningar i Grekland och Afrika. Separat har hon ställt ut bland annat på Konstfrämjandet i Örebro, Textilgruppen i Stockholm, Galleri Moberg i Kristinehamn samt Galleri Vision i Stockholm. Hon ställde ut 50 målningar från Slussens rivning, ett femårigt projekt på Galleri Hantverket i Stockholm mars 2021.
Hon har tilldelats NWT:s kulturstipendium, Salénstipendiet och Konstnärsnämndens stipendium 1983 samt Konstnärsnämndens stora arbetsstipendium 1995. 
Bland hennes offentliga arbeten märks Igelsta kolvärmeverk, Zinkensdamms tunnelbanestation och Wermlandsbanken i Karlstad.
Moberg-Eyre är representerad på Värmlands museum, Statens konstråd, Stockholms- Värmlands- och Örebro läns landsting samt ett flertal kommuner. Medlem i KRO, Svenska konstnärers förbund och Värmlands konstnärsförbund.

### Familj
Carina Moberg-Eyre är gift med konstnären John Eyre och har två söner. Hon är dotter till konstnären Harry Moberg och konsthantverkaren Ruth Moberg.